# Криштопа Володимир Васильович
Володимир Васильович Криштопа (нар. 6 квітня 1973 року, Донецьк, УРСР, СРСР) — російський ґвалтівник і серійний вбивця українського походження, який скоїв два вбивства та одне зґвалтування із замахом на вбивство в Ростові-на-Дону. Засуджений до смертної кари, заміненої на 25 років позбавлення волі. 2020 року вийшов на волю, подальша доля невідома.

## Життєпис

### Вбивства
17 червня 1995 року Криштопа у стані алкогольного сп'яніння вчинив напад на жінку на сходовому майданчику між 6-м та 7-м поверхами будинку № 70 по вулиці Орбітальній у Ростові-на-Дону . Жінка була ним зґвалтована, а потім сильно побита. Внаслідок побоїв вона померла від закритої черепно-мозкової травми.
Через місяць, 21 липня 1995 року, Криштопа, також у стані алкогольного сп'яніння, скоїв ще одне вбивство. Перед убивством він знову зґвалтував жінку. Цього разу жінка була задушена ним. Потім Криштопа забрав з трупа аудіоплеєр без навушників .

### Арешт, слідство та суд
Володимиру Криштопі не дали вчинити нових злочинів — невдовзі, 3 серпня 1995 року, його затримали під час третього замаху. Під час обшуку у нього знайшли аудіоплеєр, який став головним доказом.
21 березня 1996 року Ростовський обласний суд під головуванням судді Реброва виніс Володимиру Криштопі вирок — смертну кару через розстріл. Але незабаром в Росії на її застосування був накладений мораторій, і злочинцеві, що перебував у відділенні смертників Новочеркаської в'язниці було призначено покарання у вигляді 25 років позбавлення волі .

### В ув'язненні
Коли Криштопа сидів у камері № 117 Новочеркаської в'язниці, його сусідом був інший відомий маніяк, який водночас орудував — Володимир Муханкін. Згодом, даючи інтерв'ю телепередачі « Кримінальна Росія», Муханкін заявив:
|  | Там, по 117-й в камере сидел Криштопа. Он здесь, смертник, тоже сидел, кстати, вот, кстати, здесь вот 45-я камера, может, он и сейчас там сидит. Ну негодяй конченый, а вот это, Амурхан Хадрисович, а вот это маньяк натуральный. Потому что если бы человек не был бы маньяком, он бы не грыз носы там, не высасывал бы там из грудей, из влагалищ ничего, не убивал бы ни детей, ни маленьких там, не насиловал бы их там, ни взрослых, ни бабок тем более |

В інтерв'ю 2019 року Криштопа спростував слова Муханкіна:
|  | С Муханкиным пришлось общаться. Он – классический интриган и сочиняет не только стихи. Он и про меня много чего сочинил. Рассказал про меня несусветную ерунду, которая не соответствует действительности. Многие мне после той знаменитой фразы Владимира Муханкина задают вопрос: "Так ли всё на самом деле?" |

Відбуваючи висновок у виправній колонії № 6, Криштопа та його співкамерники у порядку творчої ініціативи виготовили скульптуру дельфіна у техніці пап'є-маше та пофарбували чорною фарбою — єдиною, яка знайшлася на той момент у колонії. Після цього дана колонія стала носити своє друге, неформальне ім'я « Чорний дельфін» .
Більшу частину часу відбував покарання у виправній колонії особливого режиму для довічно засуджених у селищі Лозьвинське Івдельського міського округу Свердловської області, відому як « Чорний беркут». Перебуваючи в ув'язненні, Володимир Криштопа із співкамерником заснував музичний гурт "The Euthanazer ", вірші та музику для якого Криштопа пише сам. 2016 року колектив висловив бажання брати участь у музичному конкурсі «Калина червона», на якому російські в'язні виконують свої пісні. Незважаючи на перебування в колонії, Криштопа пише і виконує не в жанрі традиційного для подібних місць російського шансону, а характеризує свою творчість як «арт-рок». Через відсутність у музикантів синтезатора, звуки ударних і клавішних доводиться отримувати за допомогою ігрової приставки PlayStation .
У 2017 році Володимир Криштопа був переведений з «Чорного беркута» (у зв'язку із закриттям колонії) до міста Рубцовськ у виправну колонію особливого режиму № 9, відому як « Сніжинка». Вийшов на волю 3 серпня 2020 року, повністю відбувши 25-річний термін .

## Світлини

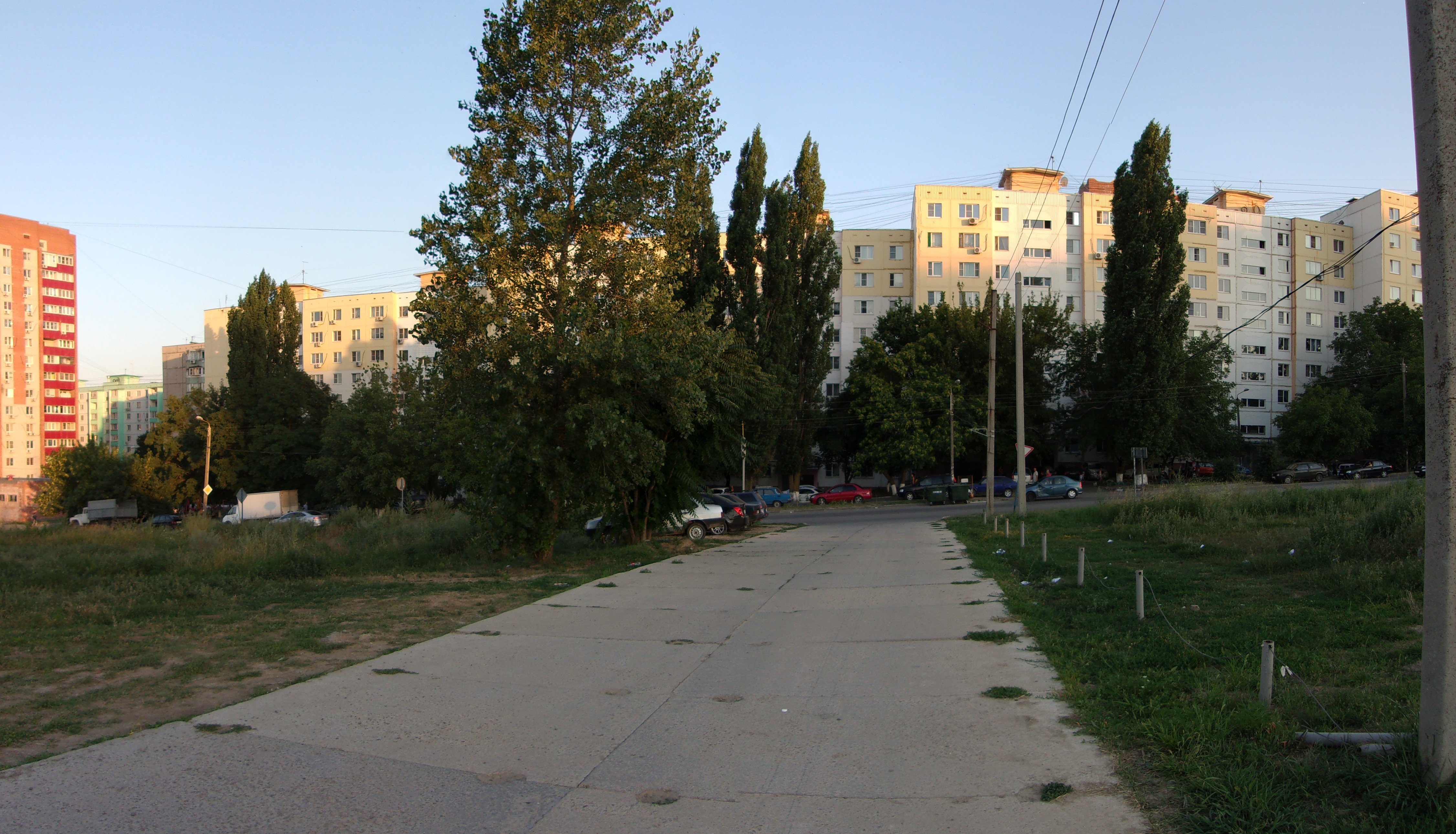
Будинок за адресою вул. Орбітальна, № 70 - місце першого вбивства.
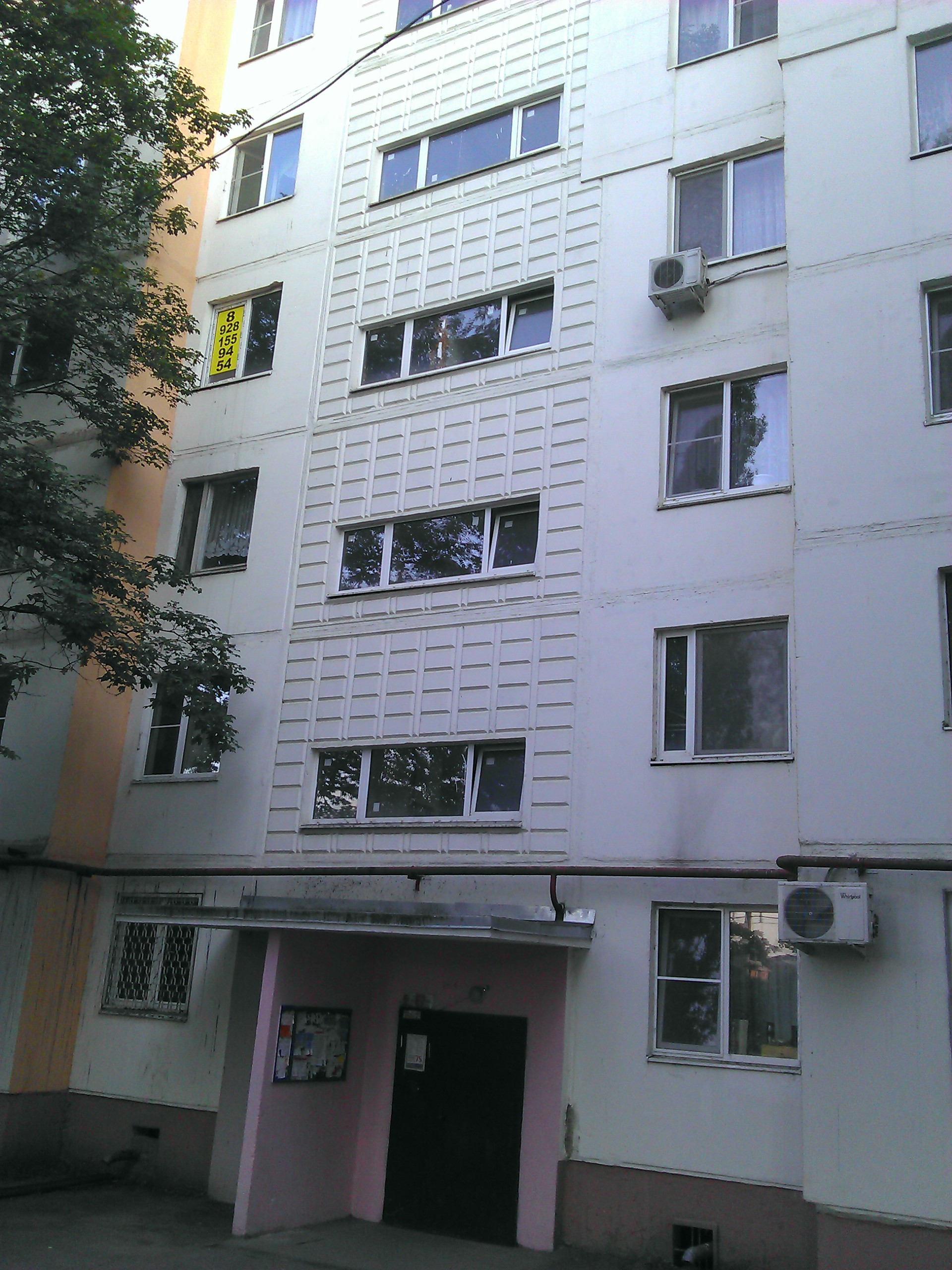
5-й подъезд.
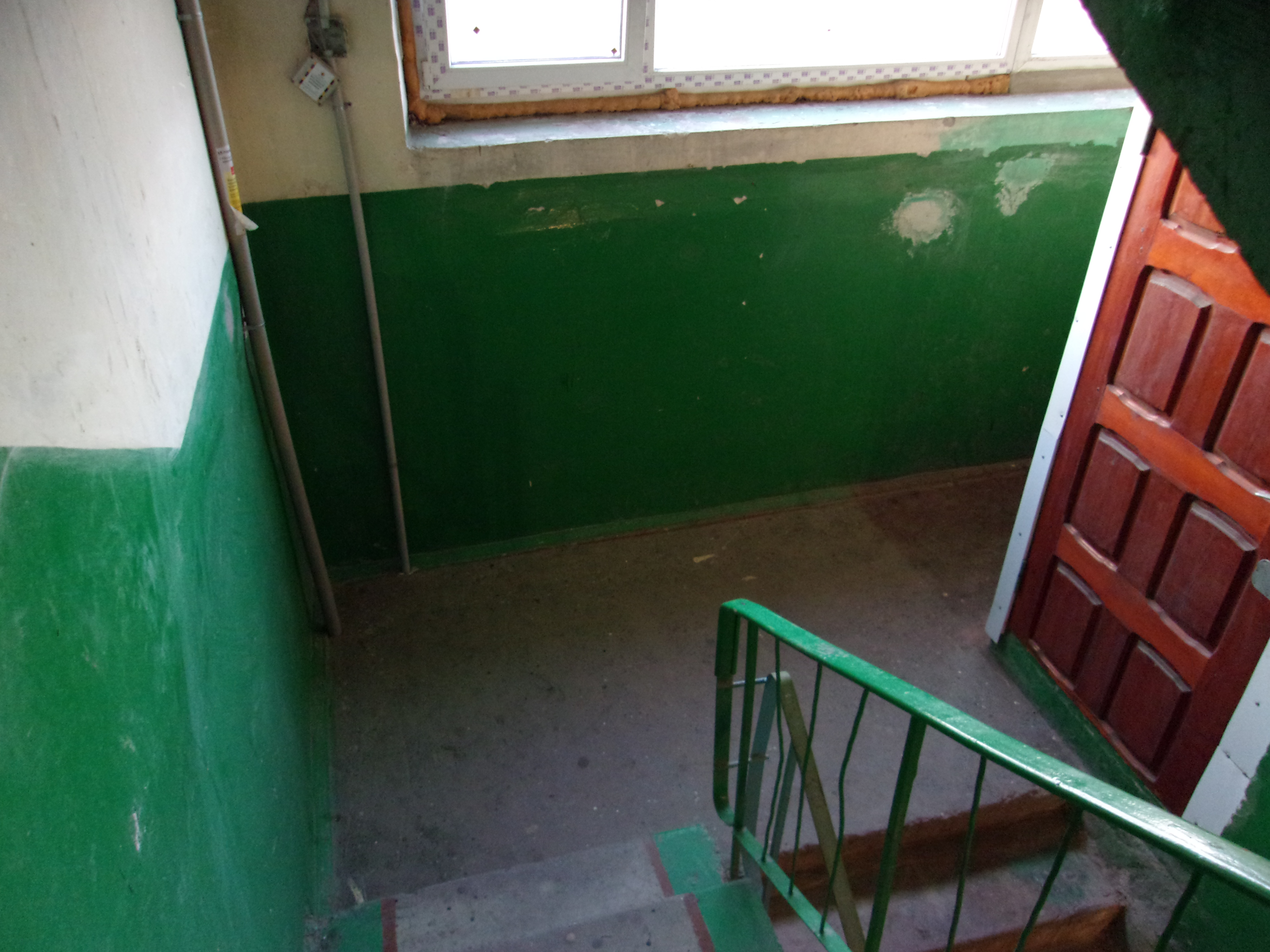
Сходовий майданчик між 6-м та 7-м поверхами, де сталося вбивство.
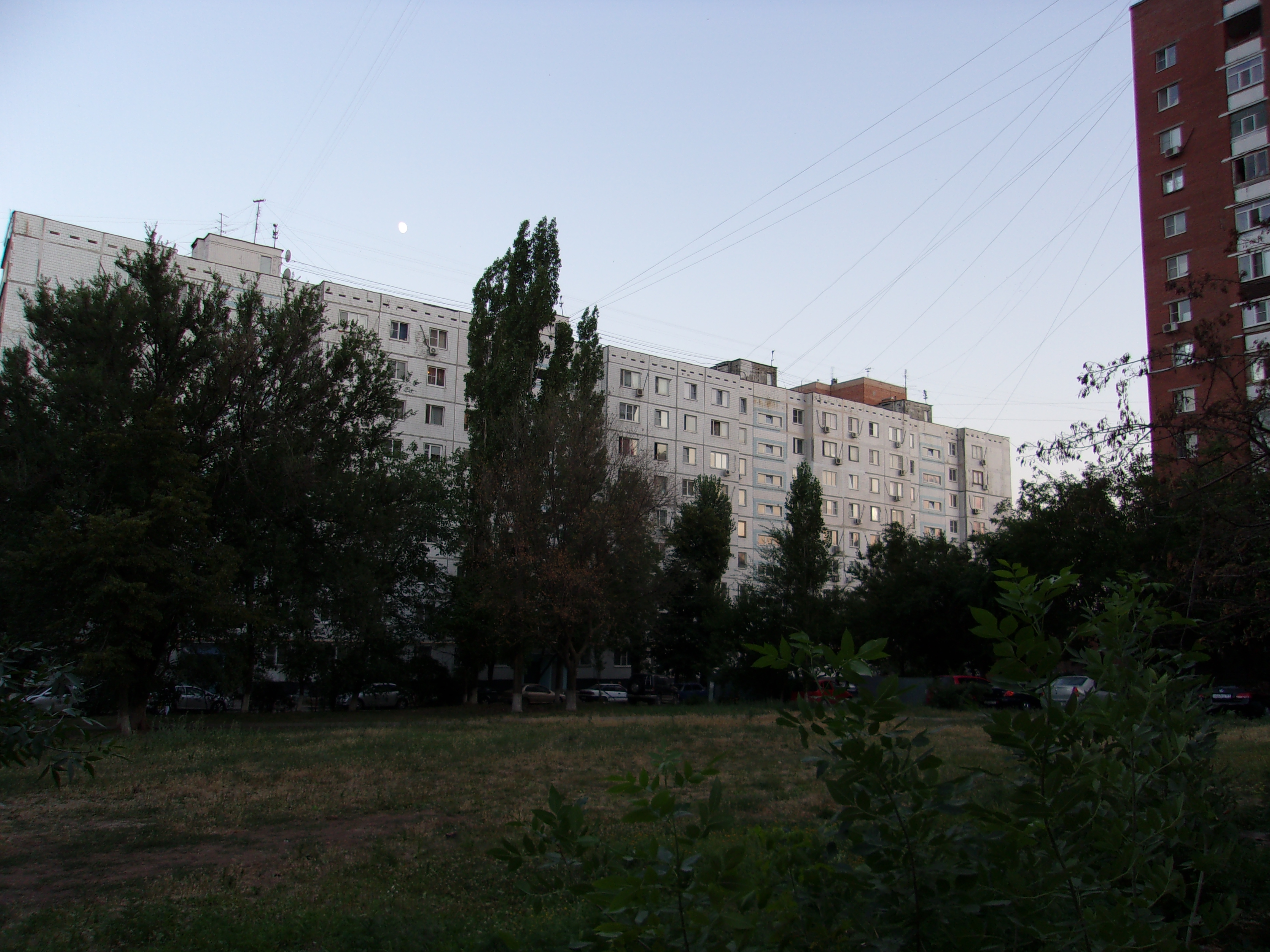
Будинок за адресою вул. Космонавтів, № 18. Під'їзд, де сталося друге вбивство – крайній праворуч.
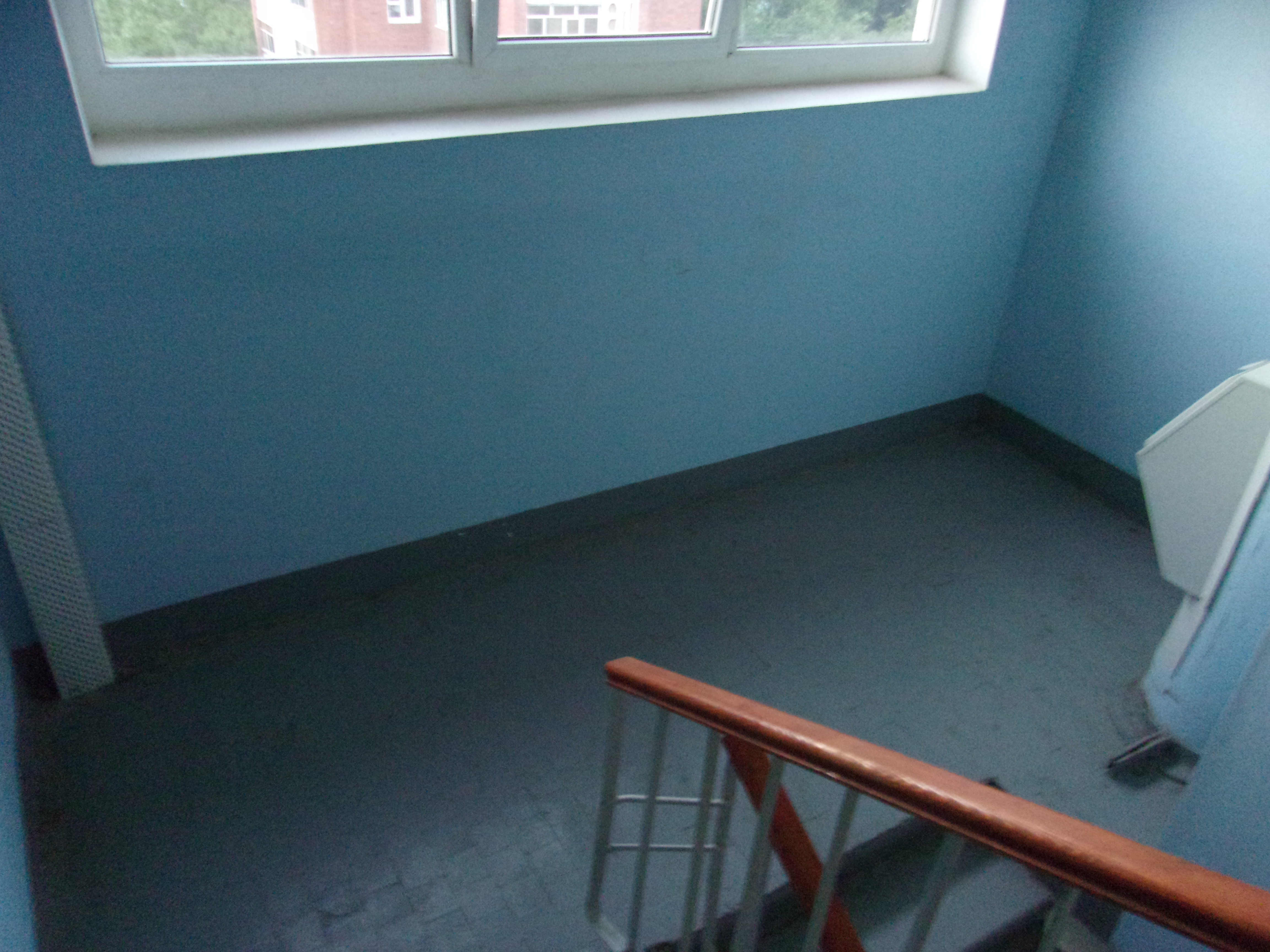
Сходовий майданчик між 6 та 7 поверхами, де сталося вбивство.
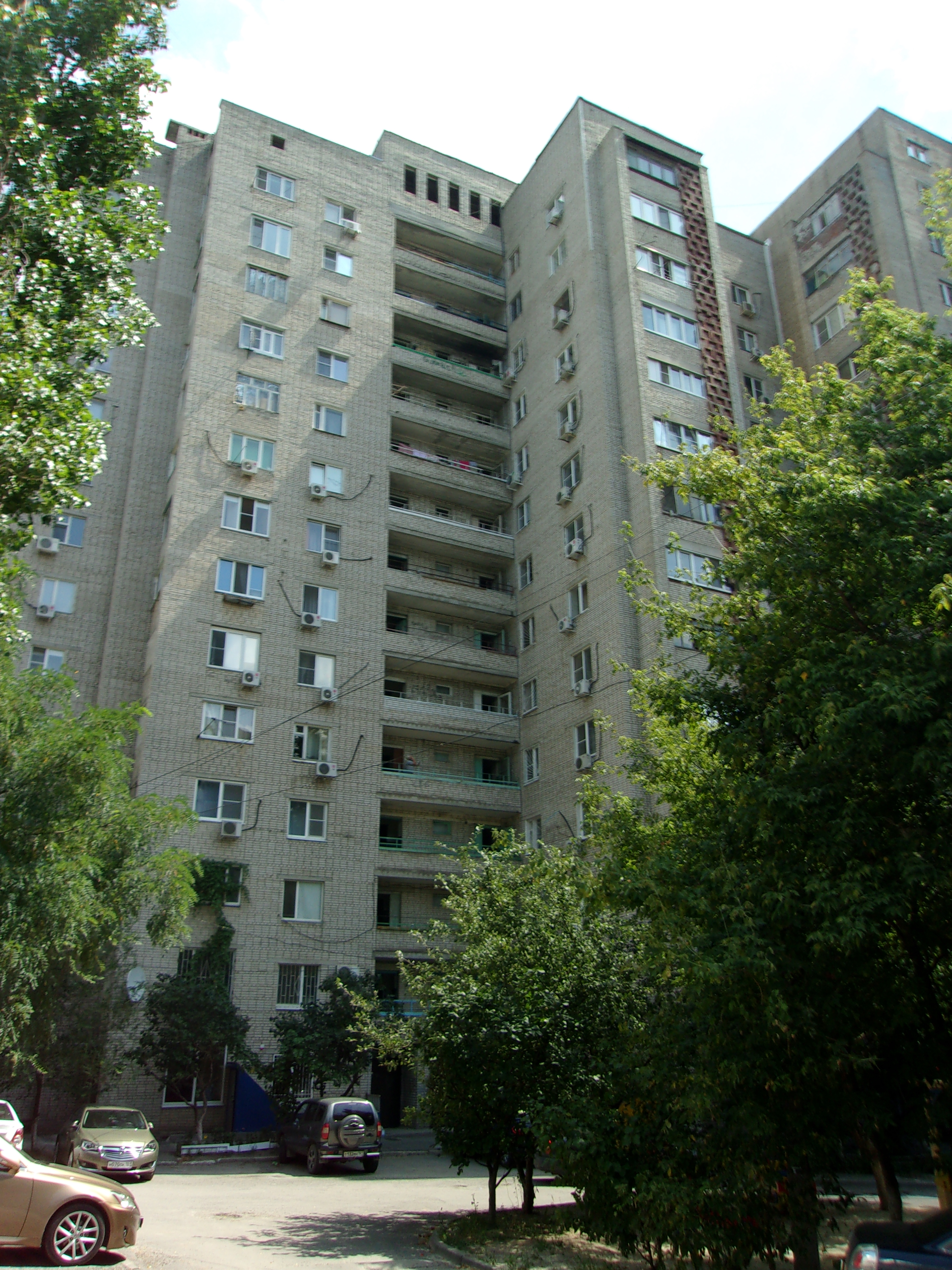
Будинок за адресою вул. Космонавтів, № 18. Місце останнього нападу Криштопи.
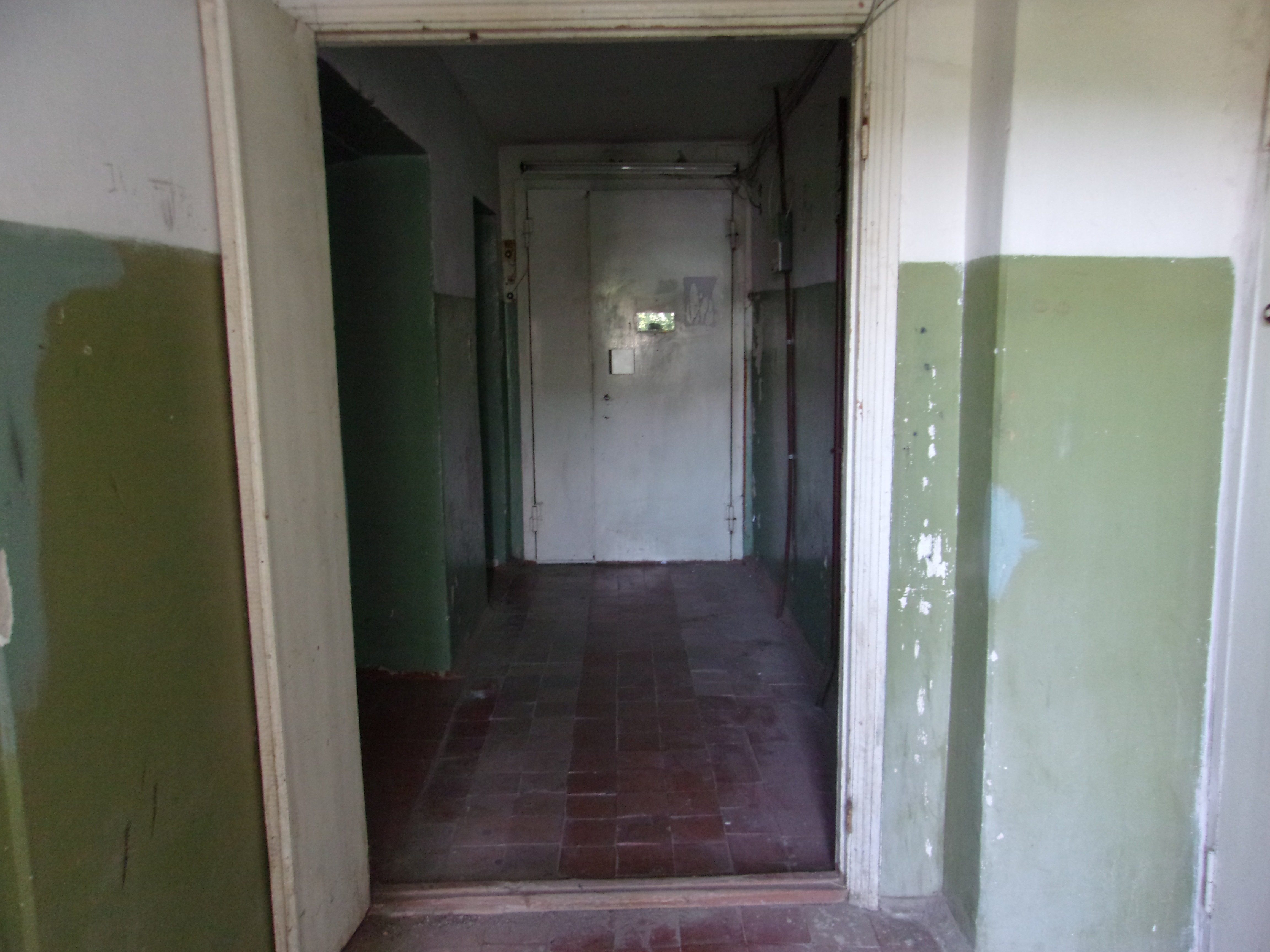
8-й поверх, вихід з ліфта (перші двері ліворуч). Тут Криштопа завдав жертві приголомшливого удару.
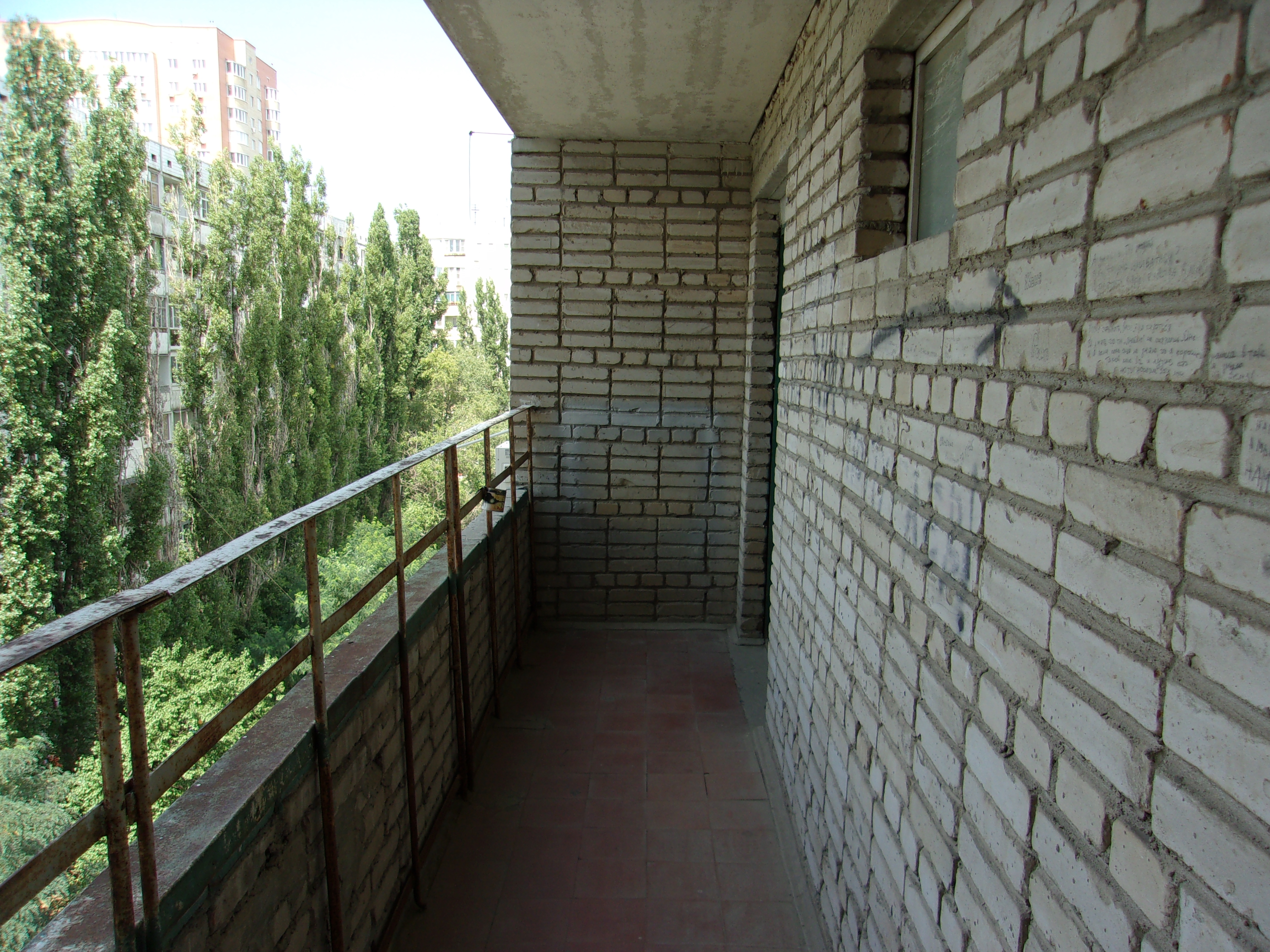
Балкон 8-го поверху. За ним Криштопа тягнув жертву в непритомному стані.
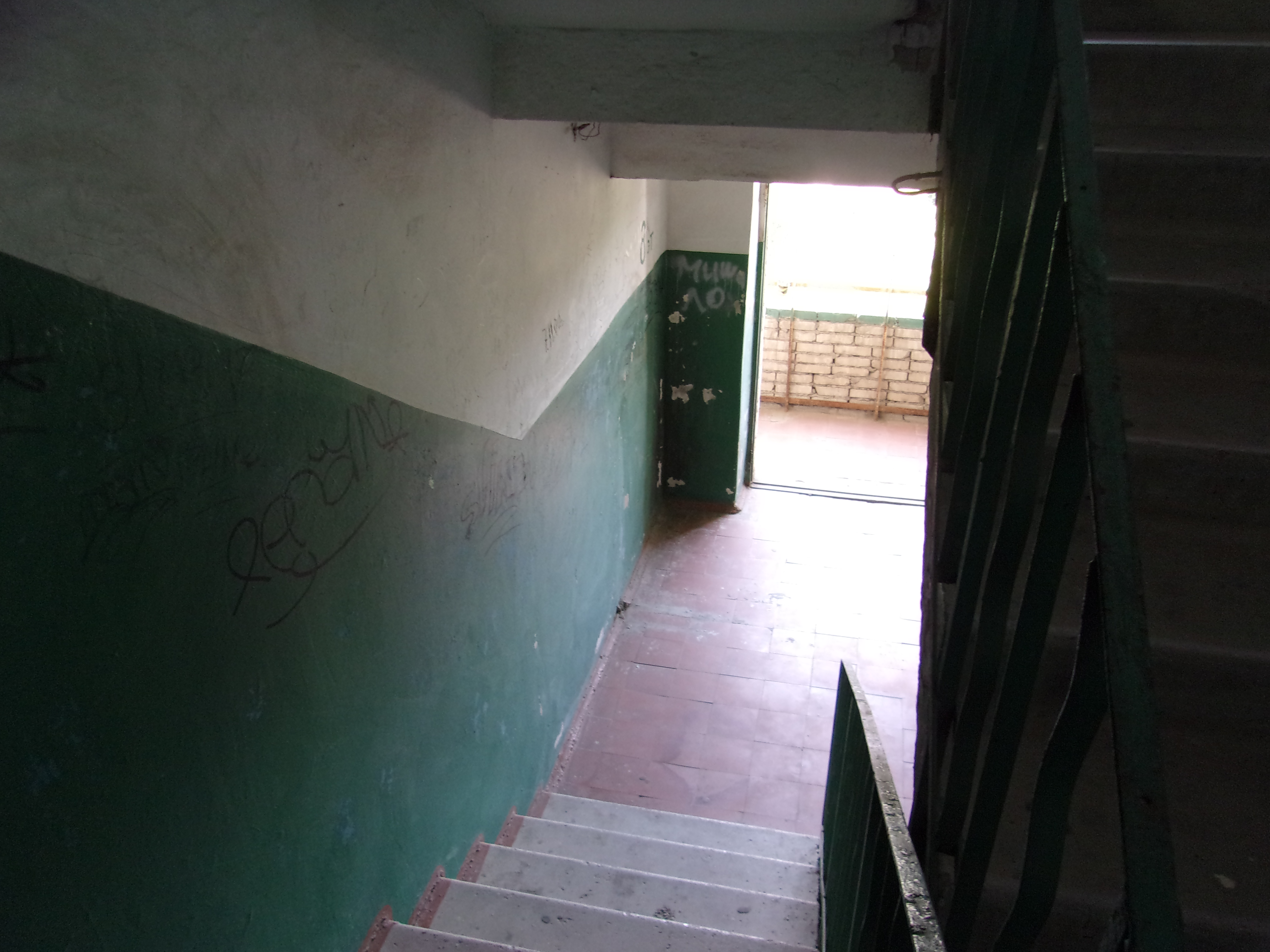
Сходовий майданчик 8-го поверху, де Криштопа намагався зґвалтувати та вбити жертву.
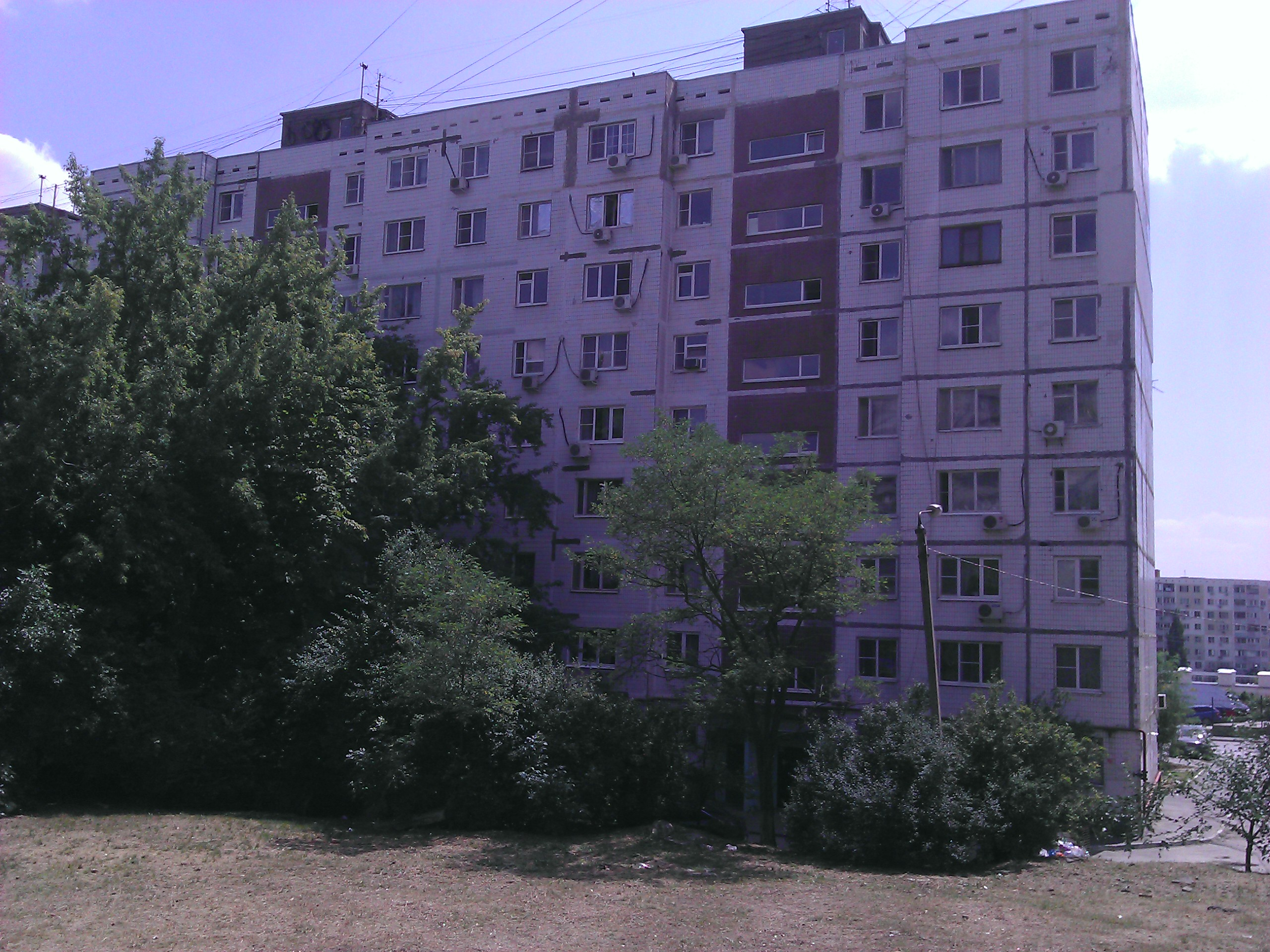
Будинок за адресою вул. Комарова, № 34. Тут у 63-й квартирі Криштопа було затримано невдовзі після замаху на вбивство.

## У масовій культурі
- Погляд з середини. Російський психіатр (1999) (BBC Inside Story — The Russian Cracker (1999)).
- Серія «Трикутник смерті» із циклу передач «Незрозуміло, але факт» (2005).
- 2005 року у передачі « Професія-репортер» у серії «Народження маніяка» кореспондент взяв інтерв'ю у Володимира Криштопи.